# Liste der Biografien/Brux
Liste der Biografien |
Portal Biografien |
Personensuche
# |
A |
B |
C |
D |
E |
F |
G |
H |
I |
J |
K |
L |
M |
N |
O |
P |
Q |
R |
S |
T |
U |
V |
W |
X |
Y |
Z |
?
 
Ba |
Be |
Bd |
Bg |
Bh |
Bi |
Bj |
Bl |
Bm |
Bn |
Bo |
Br |
Bs |
Bu |
Bw |
By |
Bz
 
Bra |
Brc |
Brd |
Bre |
Brg |
Bri |
Brj |
Brk |
Brl |
Brn |
Bro |
Brp–Brt |
Bru |
Brv |
Bry |
Brz
 
Brua |
Brub |
Bruc |
Brud |
Brue |
Bruf |
Brug |
Bruh |
Brui |
Bruj |
Bruk |
Brul |
Brum |
Brun |
Brup |
Brur |
Brus |
Brut |
Bruu |
Bruv |
Bruw |
Brux |
Bruy |
Bruz
Die Liste der Biografien führt alle Personen auf, die in der deutschsprachigen Wikipedia einen Artikel haben. Dieses ist eine Teilliste mit 7 Einträgen von Personen, deren Namen mit den Buchstaben „Brux“ beginnt.

## Brux
- Brux, Arnim (* 1952), deutscher Politiker (SPD)
- Brüx, Christoph (* 1965), deutscher Maler, Bildhauer, Komponist, Musikproduzent
- Brüx, Gerd (1875–1944), deutscher Bildhauer
- Brüx, Walther (1917–2006), deutscher Künstler
- Brüx-Gohrisch, Inge (* 1939), deutsche Grafikerin und Illustratorin

### Bruxn
- Bruxner, Michael (1882–1970), australischer Politiker, Offizier, Mitglied der Legislativversammlung und Minister von New South Wales
- Bruxner, Tim (1923–2017), australischer Politiker, Mitglied der Legislativversammlung und Minister von New South Wales